# Holešovická elektrárna
Holešovická elektrárna nebo Centrála, v době svého vzniku oficiálně zvaná Ústřední elektrická stanice královského hlavního města Prahy, je průmyslový areál v Praze Holešovicích. Leží v prostoru mezi ulicemi Za elektrárnou, Partyzánská a Holešovickou přeložkou, procházející podél řeky Vltavy. 
V její blízkosti se nachází Výstaviště Praha, nádraží Praha-Holešovice a stanice metra Nádraží Holešovice. Elektrárnu vybudovaly Elektrické podniky hlavního města Prahy v letech 1898 až 1900, především jako zdroj elektřiny pro provoz svých tramvajových tratí. V areálu se nacházela tramvajová vozovna. Železniční vlečka je zapojena do severního zhlaví stanice Praha-Bubny.
Zachovalé budovy původní elektrárny jsou od roku 2002 chráněny jako kulturní památka.

## Výstavba

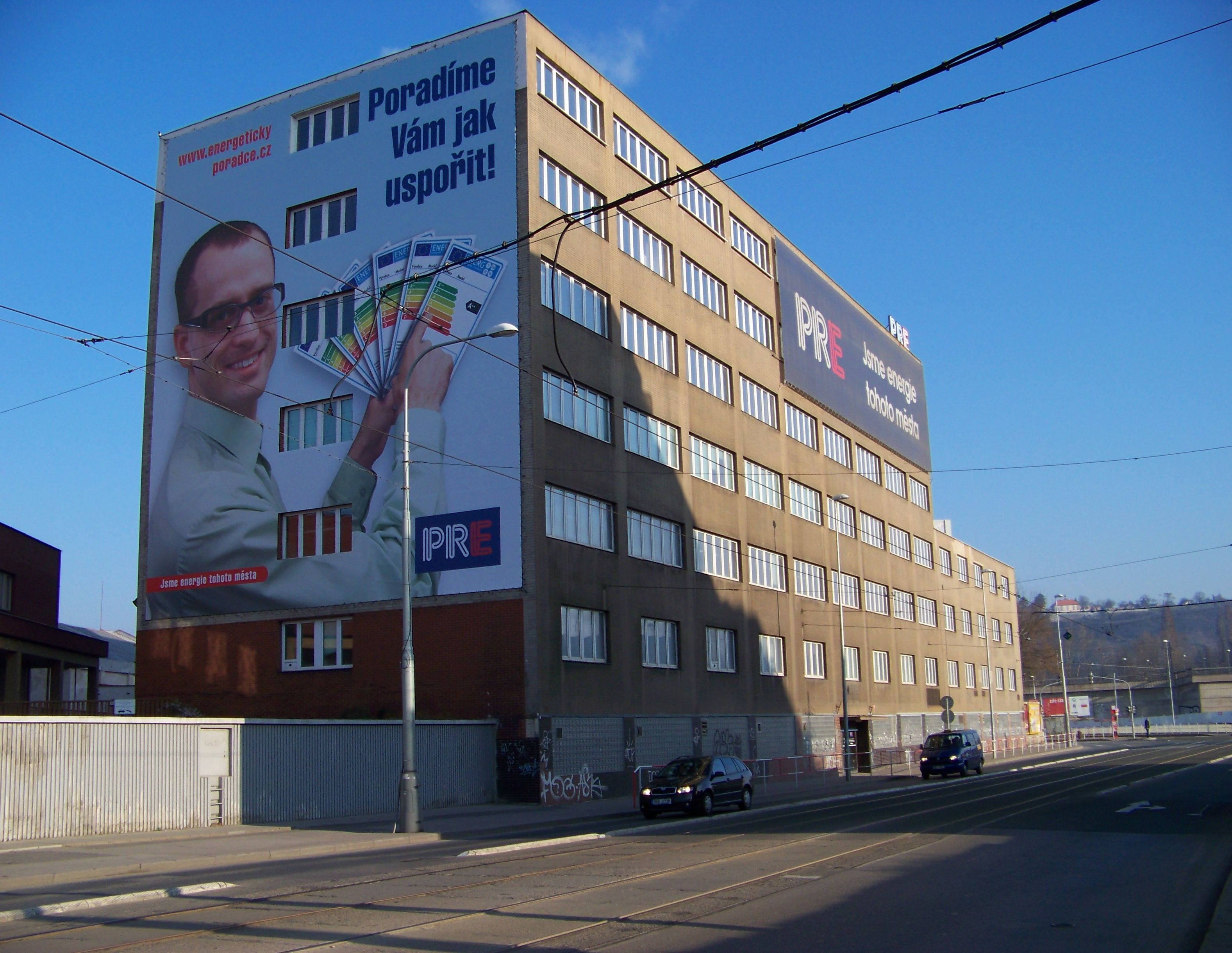
Administrativní budova

V roce 1898 byla zahájena výstavba a do konce roku byla dostavěna administrativní budova. Kotelna a strojovny byly postaveno o 90 cm výše, než byla hladina vody při povodni v roce 1845. Betonování základů proběhlo v zimě 1898-99. Na jaře 1899 se začaly zdít obvodové zdi a základy pro stroje.
V květnu 1899 byly dodány první parní kotle. V létě 1899 byly dokončeny železné konstrukce střech a dokončena střešní krytina a provedeny omítky, byly postaveny dva komíny o výšce 73 m a světlosti 3 m a třetí v roce 1907. V letech 1911 až 1912 byl postaven čtvrtý komín, dosud stojící, se světlostí v koruně 4 m. Rozpočet na stavební práce byl 600 000 zlatých.

## Strojní vybavení
Po uvedení do provozu byla elektrárna vybavena celkově pěti parními stroji o výkonu 1000 HP. V roce 1903 byla rozšířena o další parní stroj o výkonu 3000 HP.V letech 1908 až 1909 byla zprovozněna parní turbína systému Melms-Pfenninger o výkonu 5000 HP. Poté přibyly další dva turbogenerátory 3600 kW a dva o výkonu 8500 kW a stroj 5000 kW .
Kotelna byla vybavena 32 kotly Tischbeinovy soustavy s přihřívačem páry. Kotle byly rozděleny po čtyřech do osmi baterií a dvě baterie byly napojeny na společný komín. Počet komínů inspiroval studenty elektrotechnické fakulty k označení „Tři fáze a nulák“.

### Dodavatelé strojního vybavení
Na dodání strojního vybavení se podílelo více firem:
- firma První Českomoravská továrna na stroje v Praze dodala tři parní stroje.
- firma Akciová strojírna dříve Breitfeld, Daněk a spol. dodala čtyři parní kotle, veškeré vodovody, vodojemy a čistírnu vody.
- firma Ringhoffer dodala jeden parní stroj a dva parní kotle
- firma Pražská akciová společnost dříve Ruston a spol. dodala jeřáb
- firma Marky, Bromovský a Schulz dodala devět parních kotlů
- firma Elektrotechnická akciová společnost dříve Kolben dodala všechny generátory
- firma Ganz & Co., Vídeň, dodala transformátory a elektroměry
- firma Felten a Guiellaume ve Vídni dodala kabely
- firma Křižík dodala v roce 1904 třífázový alternátor
- firma Mannesmanovy závody v Chomutově dodala ocelové stožáry pro osvětlení centrály

## Provoz elektrárny
Elektrárna nedodávala elektřinu jen pro pohon tramvají, ale i pro veřejné osvětlení a soukromníkům. V roce 1925 se začalo s dálkovou dodávkou tepla z Holešovické elektrárny. Jedním z podnětů byla výstavba budovy Veletržního paláce. To způsobilo prudký vzrůst poptávky a vedlo k rozšíření Holešovické elektrárny o dva Löfflerovy kotle v roce 1938; třetí kotel byl uveden do provozu v roce 1940. V roce 1938 nechalo ředitelství postavit dva obytné domy pro své zaměstnance v ulici U elektrárny . V roce 1932 proběhla výstavba prvního napáječe pro Ústřední jatka. V letech 1971 až 1975 byla kotelna přebudována na spalování těžkého topného oleje.

## Vozovna Centrála

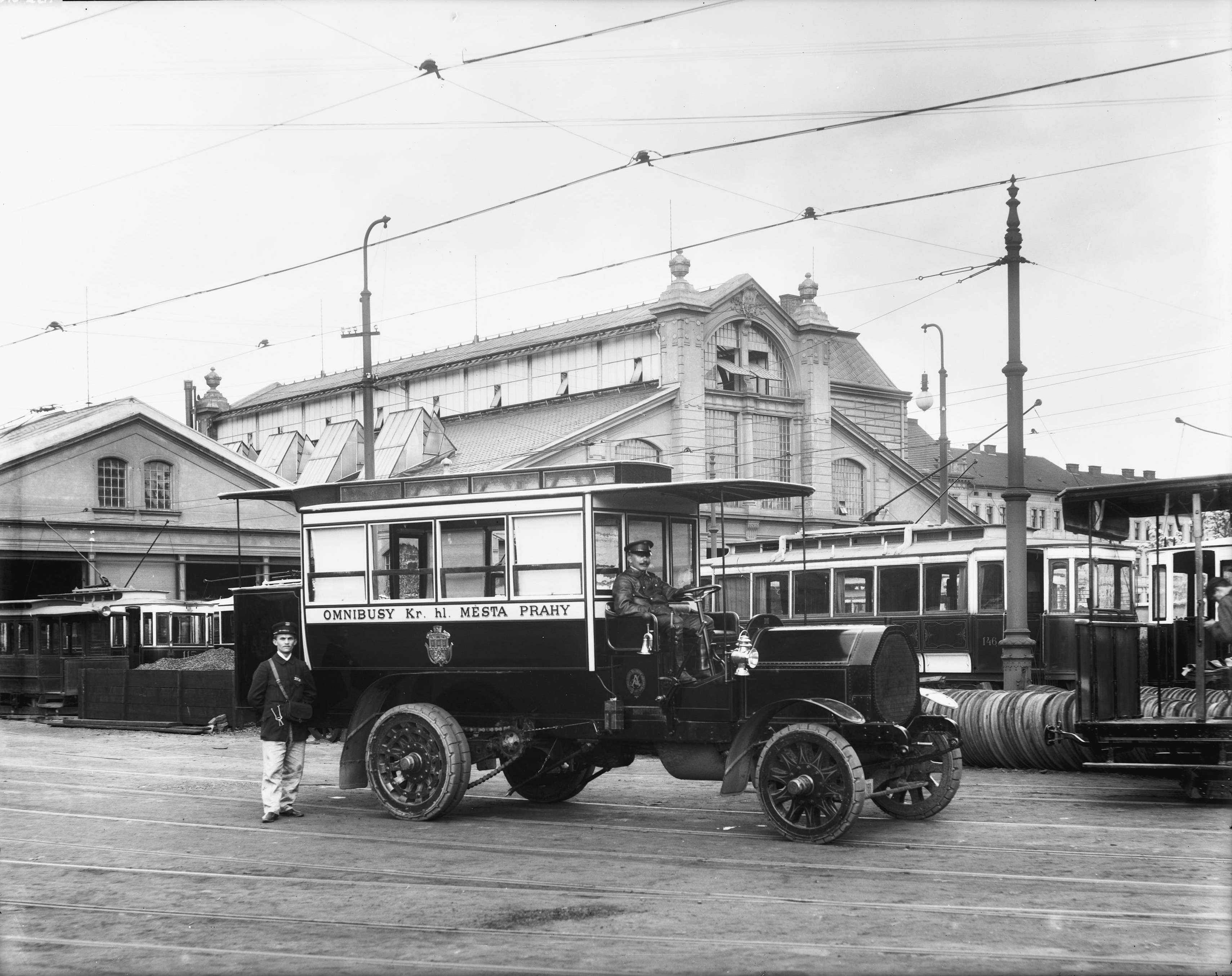
Autobus první pražské autobusové linky před Vozovnou Centrála, v pozadí tramvaje

Vozovna zahájila svůj provoz 2. července 1900. První tramvaje sem byly zavezeny již v noci z 21. na 22. prosince 1899. Sestávala ze tří lodí po pěti kolejích a vešlo se sem 70 tramvají a dalších 15 na remízní kolej. Byly zde také první ústřední dílny. V roce 1907 postavily Elektrické podniky koleje ke zdejším skladům. Po rekonstrukci v roce 1926 byl na nové koleji nejmenší poloměr oblouku v síti pražských tramvají, a to 13,2 metru, tato rarita však zanikla roku 1927 při další přestavbě.
Přestože vozovna byla 30. dubna 1939 zrušena a přesunuta do Kobylis, kolejiště v areálu Holešovické elektrárny zůstalo nadále pro nákladní dopravu transformátorů. Během padesátých let bylo kolejiště rušeno, až roku 1955 byly zrušeny i poslední zbytky kolejí a výhybky před elektrárnou. V sedmdesátých letech byla jedna loď vozovny stržena a zbývající významně zkráceny.